# Bernd Förster
Bernhard „Bernd” Georg Josef Förster (ur. 3 maja 1956 w Mosbach), niemiecki piłkarz, obrońca. Srebrny medalista MŚ 1982. Brat Karlheinza.
Zaczynał w SV Waldhof Mannheim. W 1974 został piłkarzem Bayernu Monachium, jednak nie zdołał na stałe przebić się do pierwszego składu – choć znajdował się wśród zwycięzców Pucharu Mistrzów 1976 – i po dwóch latach odszedł do 1. FC Saarbrücken. W 1978 podpisał kontrakt z VfB Stuttgart, w 1984 został mistrzem RFN. Karierę kończył w 1986. W Bundeslidze rozegrał 291 spotkań i strzelił 25 bramek.
W reprezentacji RFN debiutował 22 maja 1979 w meczu z Irlandią. Do 1984 rozegrał w kadrze 33 spotkania. Podczas MŚ 82 zagrał w czterech meczach, obok siebie mając brata. W 1980 został mistrzem Europy.